# 1013

1013(천십삼)은 1012보다 크고 1014보다 작은 자연수다.

## 수학
- 170번째 소수(素數)다. 앞의 소수는 1009, 다음 소수는 1019다.
  - 38번째 소피 제르맹 소수이자 가장 작은 네 자리 소피 제르맹 소수로, {\displaystyle 1013\times 2+1}의 값인 2027도 소수(안전 소수)다. 앞의 소피 제르맹 소수는 953, 다음은 1019다.
- 피타고라스 삼조의 빗변의 길이이다. ({\displaystyle 45^{2}+1012^{2}=1013^{2}})[a]
- {\displaystyle 1013=22^{2}+23^{2}}
  - 23번째 중심있는 사각수로, 연속하는 두 자연수의 제곱합으로 나타낼 수 있다. 앞의 중심있는 사각수는 925, 다음은 1105다.
- {\displaystyle 45^{4}-1}은 1013으로 나누어떨어진다.

## 과학·기술
- NGC 1013(독일어판, 프랑스어판): 고래자리 방향에 있는 렌즈형은하.
- 1013 톰베카(영어판): 소행성.
- IBM 1013(영어판): IBM의 카드 단말기.

## 군사
- U-1013(영어판): 제2차 세계 대전에 사용된 나치 독일의 군용 잠수함.

## 문화유산
- 대한민국의 보물 제1013호: 대방광불화엄경소 권68

## 기타
- 날짜: 10월 13일
- 연도: 1013년, 기원전 1013년

## 같이 보기
- 1000